# Cabo de la Vela
El cabo de la Vela es un accidente costero que se encuentra situado en el extremo norte de Suramérica,  en el sur del mar Caribe;  específicamente en la península de la Guajira en Colombia. La parte norte posee una altura de 47 m s. n. m.

## Historia

### Cosmogonía wayú
Este cabo, ubicado en la península de La Guajira, es un terreno desértico habitado en su mayor parte por el pueblo indígena wayú, que llama al lugar con el nombre de Jepirra, que en su cosmogonía es el espacio sagrado donde los espíritus de sus difuntos llegan para hacer su tránsito hacia «lo desconocido».

### Conquista española

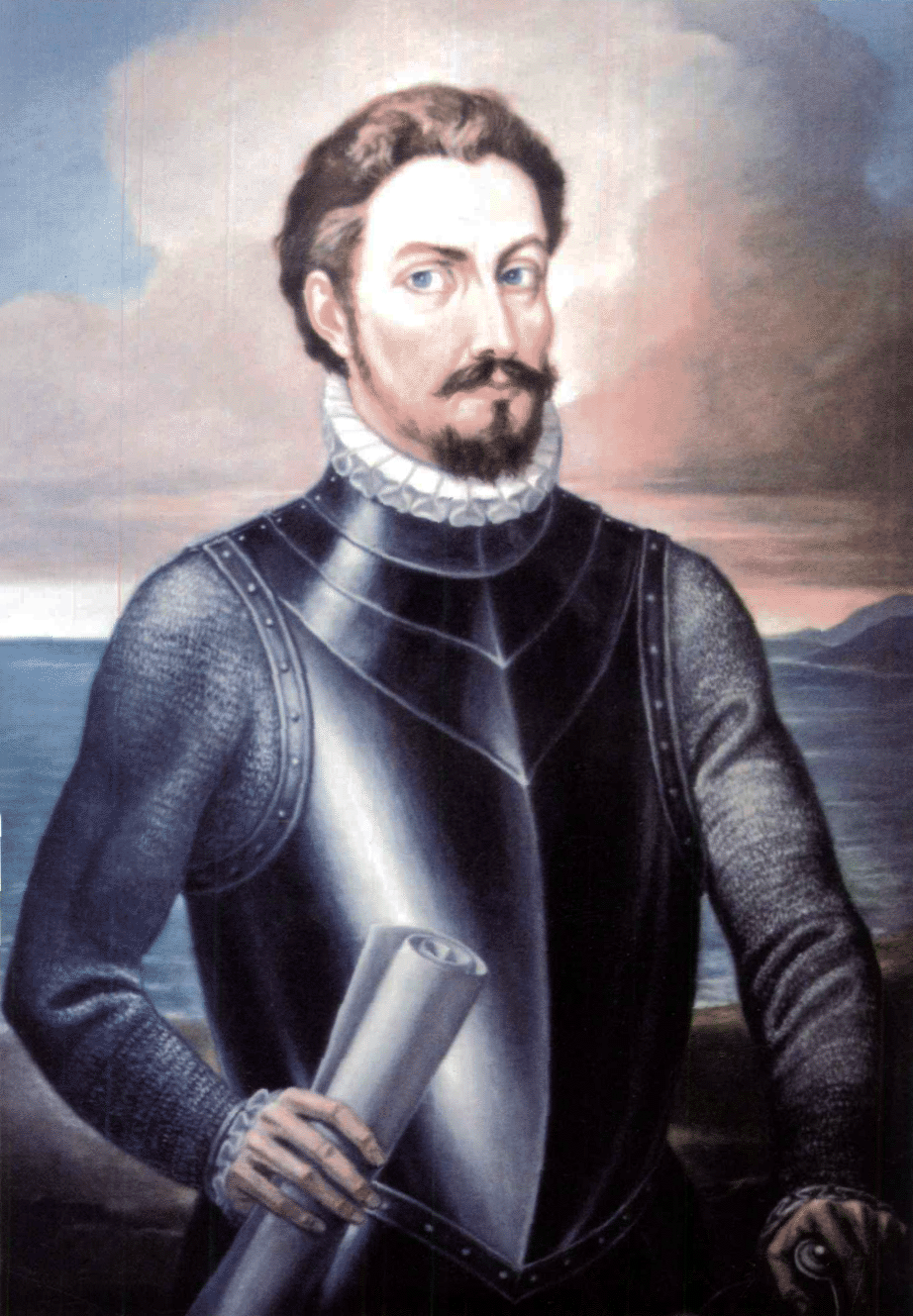
Alonso de Ojeda, primer europeo en pisar territorio de lo que hoy es Colombia.

En 1499, la expedición española al comando de Alonso de Ojeda, tras explorar el golfo de Paria, en la costa de Venezuela, recorrió una parte de la península de la Guajira a la que llamó isla de Coquibacoa o Coquivacoa (creyendo que se trataba de una isla) hasta alcanzar el cabo de la Vela. La primera expedición de Ojeda no tenía como propósito fundar colonias, sino únicamente traficar con indígenas capturados, que serían vendidos en la isla de La Española, y acopiar el mayor número posible de oro y otros recursos de valor.
Sin desembarcar pocos días después, los expedicionarios, entre los que se encontraban Américo Vespucio y Juan de la Cosa, partieron del cabo de la Vela a la isla de La Española (actual República Dominicana) con algunas perlas obtenidas en Paria, algo de oro y varios esclavos. La escasez de bienes y esclavos transportados resultó en un rendimiento económico escaso, pero la importancia de este viaje radica en que fue el primer recorrido detallado hecho por los españoles de las costas de las actuales repúblicas de Venezuela y Colombia. La expedición dio también a Juan de la Cosa la oportunidad de trazar el primer mapa conocido de la actual Venezuela, además de ser el primer viaje que hizo Vespucio al Nuevo Mundo.
Ojeda capituló ante los Reyes Católicos de España el 18 de junio de 1501. Se le nombró gobernador de Coquibacoa por los resultados obtenidos en el primer viaje y se le otorgó el derecho de fundar una colonia en ese territorio, aunque se le previno de que no visitara el golfo de Paria, descubierto por Colón en su tercer viaje en 1498. La gobernación abarcaba, según algunos historiadores, desde el cabo de la Vela hasta el cabo de Chichiriviche; sin embargo, otros señalan que no tenía un límite preciso, sujeto a los descubrimientos que se hiciesen.
En 1502 Juan de la Cosa organizó su propia expedición y volvió a La Guajira, desembarcando en tierra firme.

### Anexión a la Provincia de Venezuela
Algún tiempo después de la muerte de Alonso de Ojeda en 1515, el rey Carlos I emitió una Real Cédula el 27 de marzo de 1528, mediante la cual declaraba constituida la Provincia de Venezuela en el territorio que se encuentra entre «… el cabo de La Vela o del fin de los límites y términos de la dicha Gobernación de Santa Marta hasta Maracapana, este, oeste, norte y sur de la una mar a la otra, con todas las islas que están en la dicha costa, ecebtadas las que están encomendadas y tiene a su cargo el factor Juan de Ampíes».

### Gobierno alemán
El 28 de marzo de 1528, el rey Carlos I expidió la Capitulación de Madrid, arrendando temporalmente la Provincia de Venezuela a la familia Welser, lo que dio paso a la creación del Klein-Venedig, una de las gobernaciones alemanas en América.
En 1535, el conquistador alemán Nicolás Federmann funda un villorrio cerca del cabo de la Vela con el nombre de Nuestra Señora Santa María de los Remedios del Cabo de la Vela, el primero en La Guajira. 
En 1544 Hernán Pérez de Quesada y su hermano Francisco, que iban desde Santo Domingo a Cartagena, al pasar por el cabo de la Vela, fueron fulminados por un rayo que cayó sobre el buque en que viajaban junto a otros conquistadores.
El asesinato de Felipe Von Hutten en 1546 marca el fin del predominio alemán, a pesar de que durante trece años los Welser hicieron gestiones ante las cortes para que les reintegraran sus antiguos privilegios. En definitiva, el Consejo de Indias dictaminó que los Welser habían perdido los derechos a gobernar la provincia de Venezuela, por no haber cumplido las cláusulas de la Capitulación de Madrid.

### Anexión a la Capitanía General de Venezuela
En 1777, el rey Carlos III ordena la  creación de la Capitanía General de Venezuela, lo cual otorgaba la mayoría de los territorios al oeste del cabo de La Vela, limitando con la Provincia de Santa Marta, del Virreinato de la Nueva Granada.

### Unión y disolución de la Gran Colombia
Luego de que las colonias españolas del norte de Sudamérica alcanzaran la Independencia, bajo el liderazgo de Simón Bolívar, los antiguos entes territoriales conocidos como Virreinato de la Nueva Granada, la Capitanía General de Venezuela, el Gobierno de Quito y el Gobierno de Guayaquil se unen en una sola nación conocida como la Gran Colombia, que tuvo existencia jurídica entre 1821 y 1831. Durante esa década, el cabo de la Vela perteneció a la Gran Colombia como nación unificada, pero tras la disolución del país se inició un diferendo entre las nuevas naciones separadas.

### Diferendo limítrofe
- Tratado Pombo-Michelena: Al disolverse la Gran Colombia, las ahora naciones separadas de Venezuela y Colombia inician en 1833 el proceso de establecer los límites con el proyecto de tratado entre los delegados Lino de Pombo (Colombia) y Santos Michelena (Venezuela). El Tratado Pombo-Michelena fue aprobado por el gobierno de Colombia y rechazado por el congreso de Venezuela a causa de la indefinición de límites en la península de La Guajira.

- Laudo Arbitral Español: Posteriormente, en 1881, Colombia y Venezuela convinieron en celebrar un Tratado de Arbitraje ante el Rey de España. En 1891 el Laudo Arbitral Español estableció como inicio de la frontera en la Península de la Guajira los mogotes llamados Los Frailes. Resultó difícil hallar los referidos mogotes, por lo que en 1898 la comisión mixta colombo-venezolana escoge a Castilletes como inicio para demarcar la frontera dentro del Golfo de Venezuela. De esta forma, la Comisión Mixta, sin tener facultades para ello, introdujo una modificación de fondo que ha dado origen al diferendo entre Colombia y Venezuela por la delimitación de las aguas marinas y submarinas en el Golfo de Venezuela.

- Arbitraje suizo: En 1916 ambos gobiernos someten la demarcación de la frontera a un nuevo arbitraje, y para el efecto designaron al consejo federal suizo. El árbitro suizo confirmó casi totalmente la frontera establecida por el Laudo Español.

### Tratado limítrofe vigente
A raíz de las diferencias con el arbitraje suizo, el problema continuó hasta el 5 de abril de 1941, fecha en que los Ministros de Relaciones Exteriores de Colombia, Luis López de Mesa, y de Venezuela, Esteban Gil Borges, firman el tratado de límites en Villa del Rosario (Colombia) que establece la frontera actual entre los dos países con sus señalamientos geodésicos.
El tratado de 1941, al igual que los arreglos anteriores, sigue más o menos las estipulaciones del Laudo Español de 1891; mantiene las delimitaciones del citado arbitraje y también las demarcaciones efectuadas por los expertos suizos en 1923.

## Importancia del lugar
Mucho tiempo atrás, este lugar era casi inhabitado, pero debido a la proyección turística que ha tenido en los últimos años, a pocos metros del sitio, en la franja costera al sur, se han asentado chozas típicas para hospedaje y restaurantes para turistas. Este lugar es considerado un paraíso turístico en Colombia.
Actualmente, el Cabo de la Vela es un destino turístico. Entre sus principales atractivos están El Pilón de Azúcar, La Playa Dorada, El Ojo de Agua y las Rancherías Aledañas. Destaca así mismo por las buenas condiciones para la práctica del kitesurf, con vientos constantes y muy frecuentes durante todo el año.

## Galería fotográfica

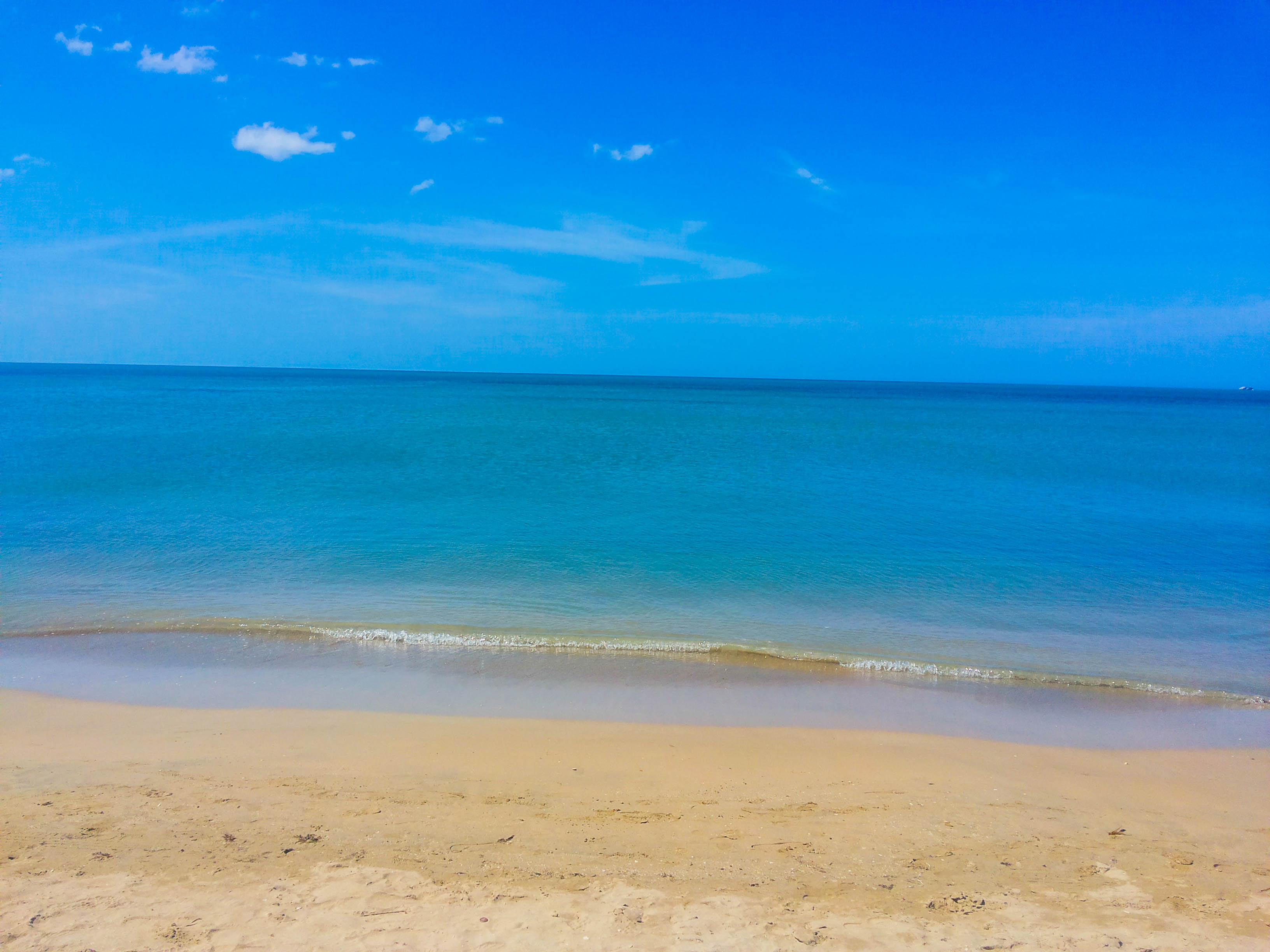
Playa en el cabo de la Vela.
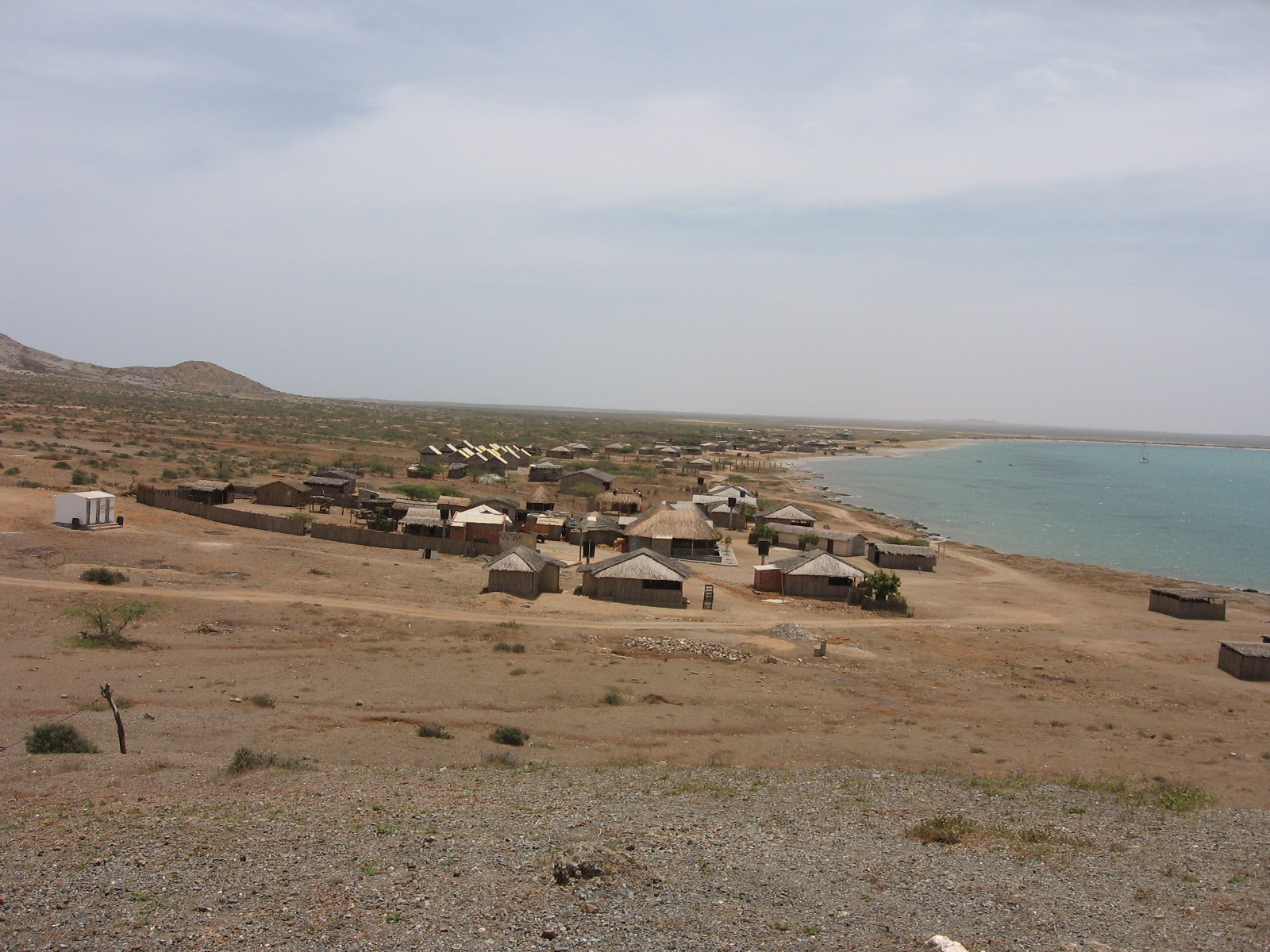
Caserío indígena en el cabo de la Vela.
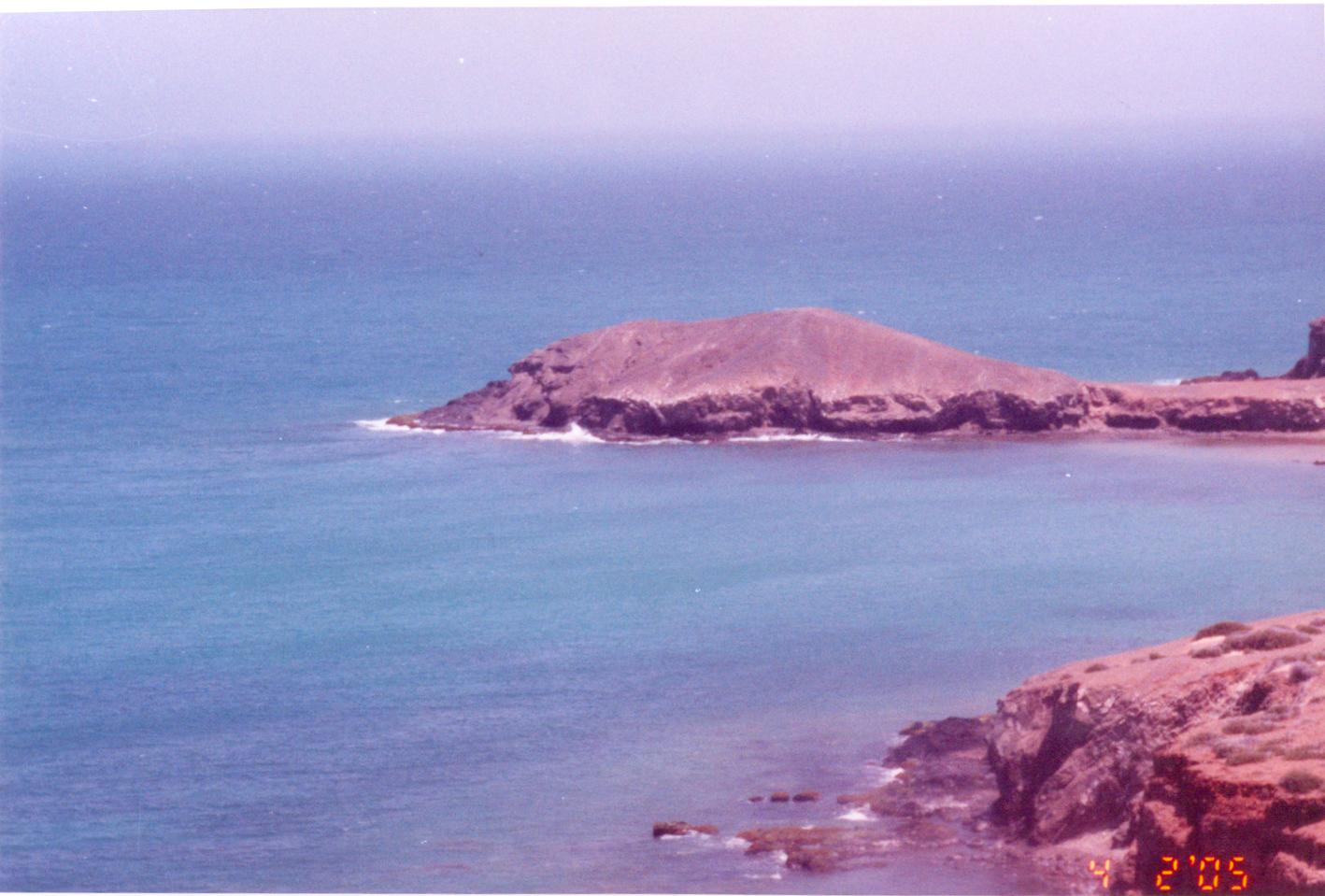
Vista sur del cabo de la Vela.
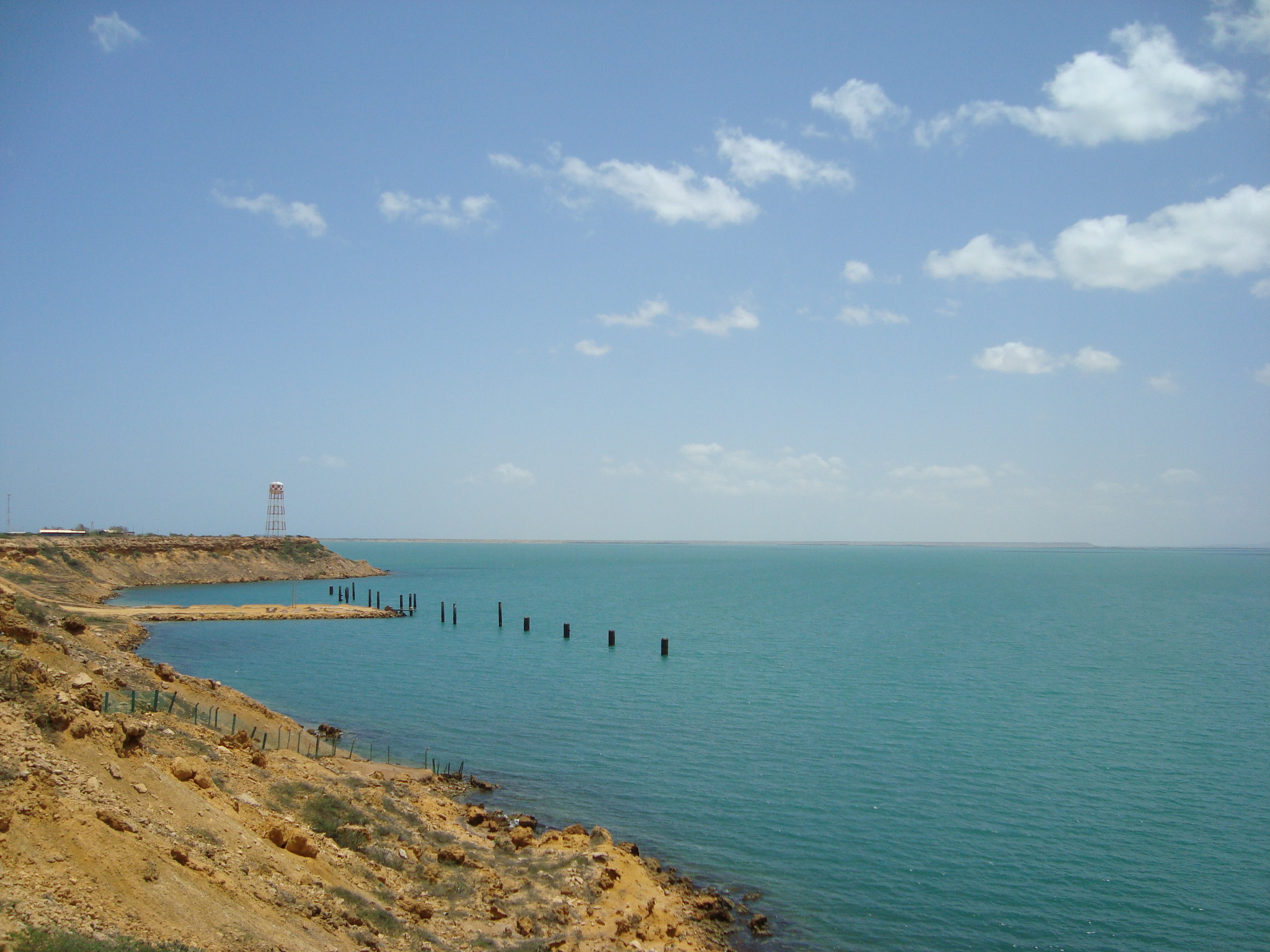
Vista de la costa sobre el cabo de la Vela.